# 하동환 HDH 픽업트럭
하동환 HDH 픽업트럭은 KG모빌리티의 모태가 되는 기업인 하동환자동차가 1963년부터 1965년까지 생산한 픽업트럭이다.

## 상세
1963년 승용차 형태로 생산했던 픽업트럭의 개발 배경은 당시 소형 삼륜차 중 하나였던 기아 K-360의 딱딱한 승차감과 주행 시 안전성이 떨어지는 점을 보완하기 위해 승용차 형태를 이용해 만든 것이었다.  
차량의 앞부분은 일본의 닛산 블루버드를 기반으로 한 배지 엔지니어링 차량인 새나라의 앞부분과 적재함을 얹은 형태로 생산한 것이었다. 지프 차량의 엔진을 재생하고 얹어 60마력을 내는 1.2ℓ 4기통 가솔린 엔진이 탑재됐고, 전륜에는 새나라처럼 독립현가 장치를 달아 승용차같은 승차감을 가지고 있었다.
이후 KG모빌리티의 픽업트럭 계보는 2002년 HDH 픽업트럭이 단종된 지 37년 만에 무쏘 스포츠를 통해 부활하며 액티언 스포츠, 코란도 스포츠, 렉스턴 스포츠를 거치며 쌍용 자동차에서 KG모빌리티에 이르기까지 매출을 꾸준히 먹여살려주고 있다.

## 해외 수출
브루나이에 1대를 수출하고, 남베트남에 20대를 수출해 총 21대를 해외에 수출했다.